# Stephanie Bart
Stephanie Bart (* 1965 in Esslingen am Neckar) ist eine deutsche Schriftstellerin.

## Leben
Stephanie Bart studierte Ethnologie und Politische Wissenschaften an der Universität Hamburg. Seit 2001 lebt sie in Berlin. Ihr zweiter Roman Deutscher Meister hat den Boxer Johann Trollmann als Protagonisten. Mit ihrem dritten Roman, Erzählung zur Sache, der das Leben von Gudrun Ensslin erzählt, war sie für den Bayerischen Buchpreis 2023 nominiert.

## Auszeichnungen
- 2009: Stipendium des Landes Schleswig-Holstein im Künstlerhaus Kloster Cismar
- 2009: Stipendium des Kulturvereins Kunstbox Seekirchen am Wallersee, Österreich
- 2011: Stipendium Deutscher Literaturfonds
- 2012: Stipendium Deutscher Literaturfonds
- 2014: Rheingau Literatur Preis für Deutscher Meister[3]
- 2015: Stipendium des Berliner Senats[4]
- 2017: Alfred-Döblin-Stipendium der Akademie der Künste und drei Monate Aufenthalt im schleswig-holsteinischen Wewelsfleth[5]
- 2025: Arbeitsstipendium für Literatur in deutscher Sprache für Berliner Autorinnen und Autoren[6]

## Werke
- Goodbye Bismarck. Plöttner Verlag, Leipzig 2009, ISBN 978-3-938442-62-3.
- Deutscher Meister. Hoffmann und Campe, Hamburg 2014, ISBN 978-3-455-40495-1.
- Erzählung zur Sache. Secession Verlag, Berlin 2023, ISBN 978-3-96639-078-1.